# The Tantalizing Fly
The Tantalizing Fly est un court métrage d'animation américain réalisé par Max Fleischer, sorti en 1919. Il est un des premiers courts métrages issus de la série à succès Out of the Inkwell.

## Synopsis
Un illustrateur dessine Koko le Clown sur une toile. Une mouche débarque et se met à tourner autour de lui. Il termine tout de même son dessin et Koko commence à prendre vie. Tous deux vont alors tenter par tous les moyens (dans la toile et en dehors) de se débarrasser de la mouche nuisible… 

## Fiche technique
- Titre : The Tantalizing Fly
- Réalisateur, scénariste et animateur : Max Fleischer
- Production : John Randolph Bray et Max Fleischer
- Pays d'origine : États-Unis
- Genre : animation, comédie
- Durée : 4 min
- Date de sortie : États-Unis : 4 octobre 1919